# Раменье (Суздальский район)
Раменье — деревня в Суздальском районе Владимирской области России, входит в состав Боголюбовского сельского поселения.

## География
Деревня расположена на берегу реки Нерль в 13 км на северо-восток от центра поселения посёлка Боголюбово и в 17 км на северо-восток от Владимира. 

## История
В конце XIX — начале XX века деревня входила в состав Городищевской волости Суздальского уезда, с 1924 года — в составе Борисовской волости Владимирского уезда. В 1859 году в деревне числилось 48 дворов, в 1926 году — 103 хозяйств и начальная школа.
С 1929 года деревня являлась центром Раменского сельсовета Владимирского района, с 1940 года — в составе Добрынского сельсовета, с 1960 года — в составе Лемешинского сельсовета, с 1965 года — в составе Суздальского района, с 2005 года — в составе Боголюбовского сельского поселения.

## Население
| 1859 | 1905 | 1926 |
| ---- | ---- | ---- |
| 309  | 388  | 462  |

| 1859 | 1905 | 1926 | 2002 | 2010 | 2021 |
| ---- | ---- | ---- | ---- | ---- | ---- |
| 309  | ↗388 | ↗462 | ↘168 | ↗174 | ↘139 |

## Инфраструктура
В деревне находится фельдшерско-акушерский пункт.